# Michail Sergejewitsch Mamkin
Michail Sergejewitsch Mamkin (russisch Михаил Сергеевич Мамкин; * 7. August 1990 in Moskau, Russische SFSR) ist ein russischer Eishockeyspieler, der seit Mai 2018 bei Awtomobilist Jekaterinburg in der Kontinentalen Hockey-Liga unter Vertrag steht.      

## Karriere
Michail Mamkin begann seine Karriere als Eishockeyspieler in seiner Heimatstadt in der Nachwuchsabteilung des HK Spartak Moskau, für dessen Juniorenmannschaft MHK Spartak er von 2009 bis 2011 in der multinationalen Nachwuchsliga Molodjoschnaja Chokkeinaja Liga aktiv war. In der Saison 2011/12 gab der Verteidiger sein Debüt für die Profimannschaft des HK Spartak in der Kontinentalen Hockey-Liga, für die er bis zum Ende der Saison 2013/14 aktiv war. Anschließend wechselte er zum HK Jugra Chanty-Mansijsk, bei dem er zwei Jahre lang unter Vertrag stand und 66 KHL-Partien absolvierte.
Ab Juni 2016 stand er beim HK Sotschi unter Vertrag und absolvierte für diesen 109 KHL-Partien, in denen er 24 Scorerpunkte sammelte. Im Mai 2018 wurde er von Awtomobilist Jekaterinburg verpflichtet. 